# ポーランドボール

ポーランドボールでのポーランド。実際のポーランドの国旗は赤が下で白が上だが、ポーランドボールではこのように描かれる事が多い。

ポーランドボール（英語: Polandball）は、国家を題材としたインターネット・ミームおよびキャラクター。主にそれぞれの国にまつわるクリシェ、国際関係、歴史上の出来事を表現するイラストレーションや漫画、皮肉や風刺に用いられる。「カントリーボール（Countryball）」とも称される。

## 歴史
イギリスの雑誌、ショートリストはイタリアのアニメーター、ブルーノ・ボゼットの政治風刺作品の一つである『Europe VS Italy』の影響を受けてポーランドボールが誕生した可能性が高いと指摘した。

### 2009年8月、Drawball.comでのサイバー戦争
ポーランドボールの起源の一つにDrawball.comでのサイバー戦争が挙げられており、ユーザーは「drawball」と呼ばれる円形のキャンバスに自由な絵を描くことができた。2009年8月からwykop.plやPokazyWarkaなど、複数のポーランドのウェブサイトで「ポーランドの国旗を描くのはどうか」というアイデアが生まれ、ポーランドの国旗の中央に「POLSKA」の文字が入るように投稿がされた。しかし、キャンバスが突然ポーランドの国旗になった事から、それをあまり良く思わなかった4chanのユーザーはそれに対抗してキャンバスの配色をモンスターボールに変更しようとしたり、巨大な鉤十字（ハーケンクロイツ）を描くなどしてアートワークを妨害しようとした。
最終的にはサイバー攻撃が行われる事態にまで発展し、8月18日にはハッカーがnk.plとwykop.plにサイバー攻撃を行った。サイバー攻撃に耐えることは成功したものの、同日中は動作が遅くなった。

### 2009年9月、Falcoによる初めての投稿
現在のポーランドボールの元となった画像の作者はドイツの画像掲示板「Krautchan.net」のイギリス人投稿者である「Falco」とされており、2009年9月にMicrosoft Paintを使用して/int/掲示板で誤った英語を話すWojakというユーザーをからかうために投稿を行なったとされている。
その投稿を見たユーザーは、「Poglish」と言われる誤った英語で投稿を行い、2010年5月ごろにはWojakの「I Know That Feel Bro」という発言がネットミームとなった。
なお、ポーランドは逆さま（インドネシアやモナコの国旗に類似）に描かれており、意図的かFalcoが間違いに気づいていないかといったことで議論がされている。

### 人気の拡大
少しずつ政治的な要素を取り入れた作品が増え、関連するコンテンツの飽和に繋がったとされたが、各国家のステレオタイプを題材とした作品が増えたことにより、再び関連するコンテンツを題材とした作品が作られるようになった。その後、彼らはFalcoの初期の漫画を参考にし、ポーランドボールを用いた新たな漫画を描き始めた。「ポーランドは宇宙に行けない」などのジョークはFalcoが最初に提案したとされる。
2009年11月11日、Facebookにポーランドボールのコミュニティが作成された。2015年7月時点で、加入者数は215,000人を超えている。また、Redditに独自の掲示板が作成された。2011年に作成され、その掲示板はポーランドボールにおける最大のコミュニティとされている。

## 特徴とテーマ

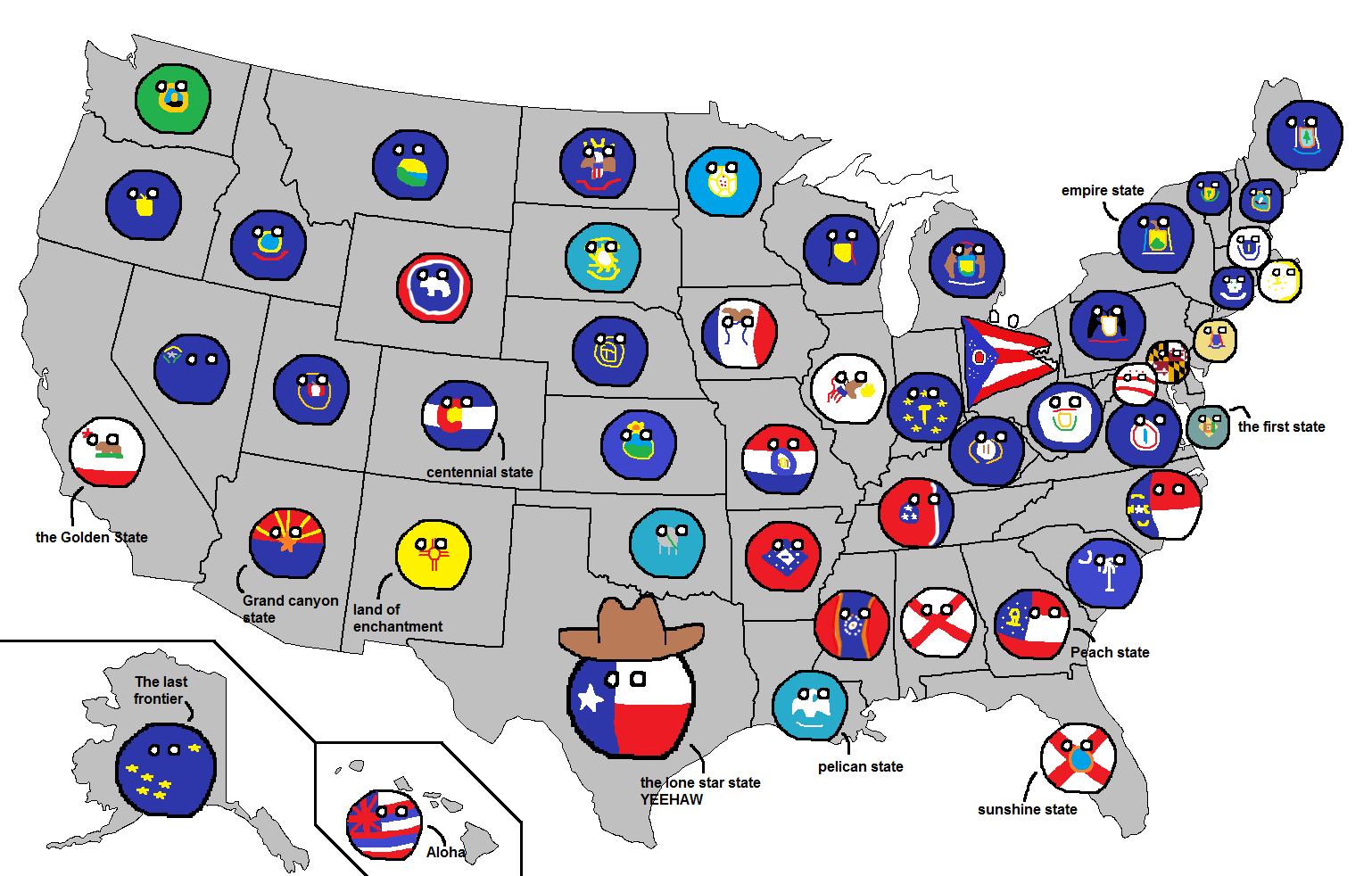
ポーランドボールを使用したアメリカ合衆国の地図。

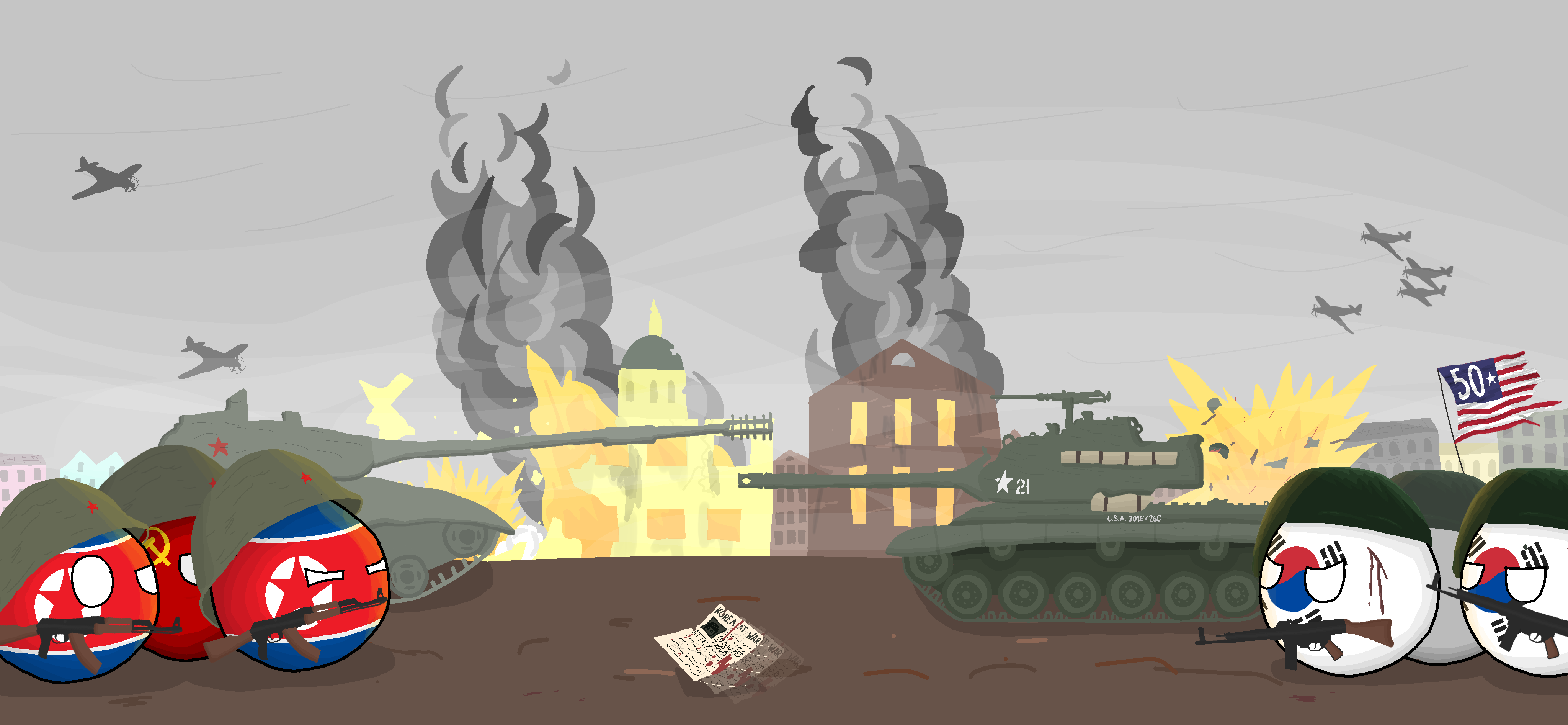
ポーランドボールで表現された朝鮮戦争の様子

ポーランドボールは、前提として、国や外交関係やステレオタイプに焦点を当てており、国家の妄想やコンプレックスを表現している。
ポーランドボールでは正しい情報のみならず、誤った情報が使用されることがある。また、規制を回避した特定の情報の伝達や、自国が他国より優れているとするプロパガンダなどが含まれることがある。
ポーランドボールでは独立国家のほか、アメリカ合衆国の州や日本の都道府県など国の一地域、北大西洋条約機構（NATO）や欧州連合（EU）などの国家機関、ローマ帝国などのかつて存在した国家が登場することがある。現代の視点から各国の歴史を振り返ることが多く、その例として、ロシアがナポレオンのロシア遠征や枢軸国のソ連侵攻に抵抗したという有名な局面を取り上げ、侵略者がロシアの国力を過小評価していたことや、侵略者がロシアの冬の寒さに適応できなかったことを評価している。また、2015年欧州難民危機に関連する欧州連合全体の緊迫した政治的雰囲気を描いた漫画があり、この問題を題材とした作品の大部分は、「反移民陣営」とも呼ばれるヴィシェグラード・グループの国々が行った対応に焦点を当てている。

### ポーランド

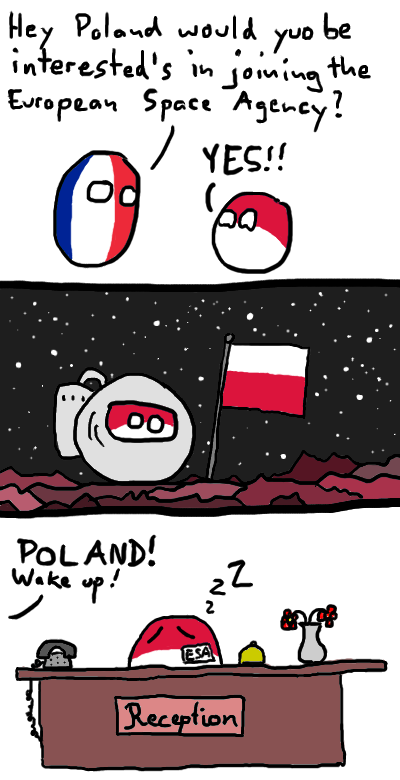
2012年にポーランドが欧州宇宙機関へ加盟したことに言及している。

ポーランドボールにおけるポーランドの表現はステレオタイプに依存していることがあり、その例として「ポーランド人は英語が堪能ではない」「ポーランド自体が頭の固いカトリック教徒だらけの国」といったものが挙げられる。
ポーランドボールを用いた漫画の中には、「ある国は宇宙に行けるが、ポーランドは宇宙に行けない」といった前提で作成されたものがあり、地球が天体衝突に見舞われ、その他の国が地球の軌道に乗っている状況で始まるものがある。その漫画の最後では、地球にいるポーランドが泣いていて、「ポーランドは宇宙に行けない」と言う。

### その他の国

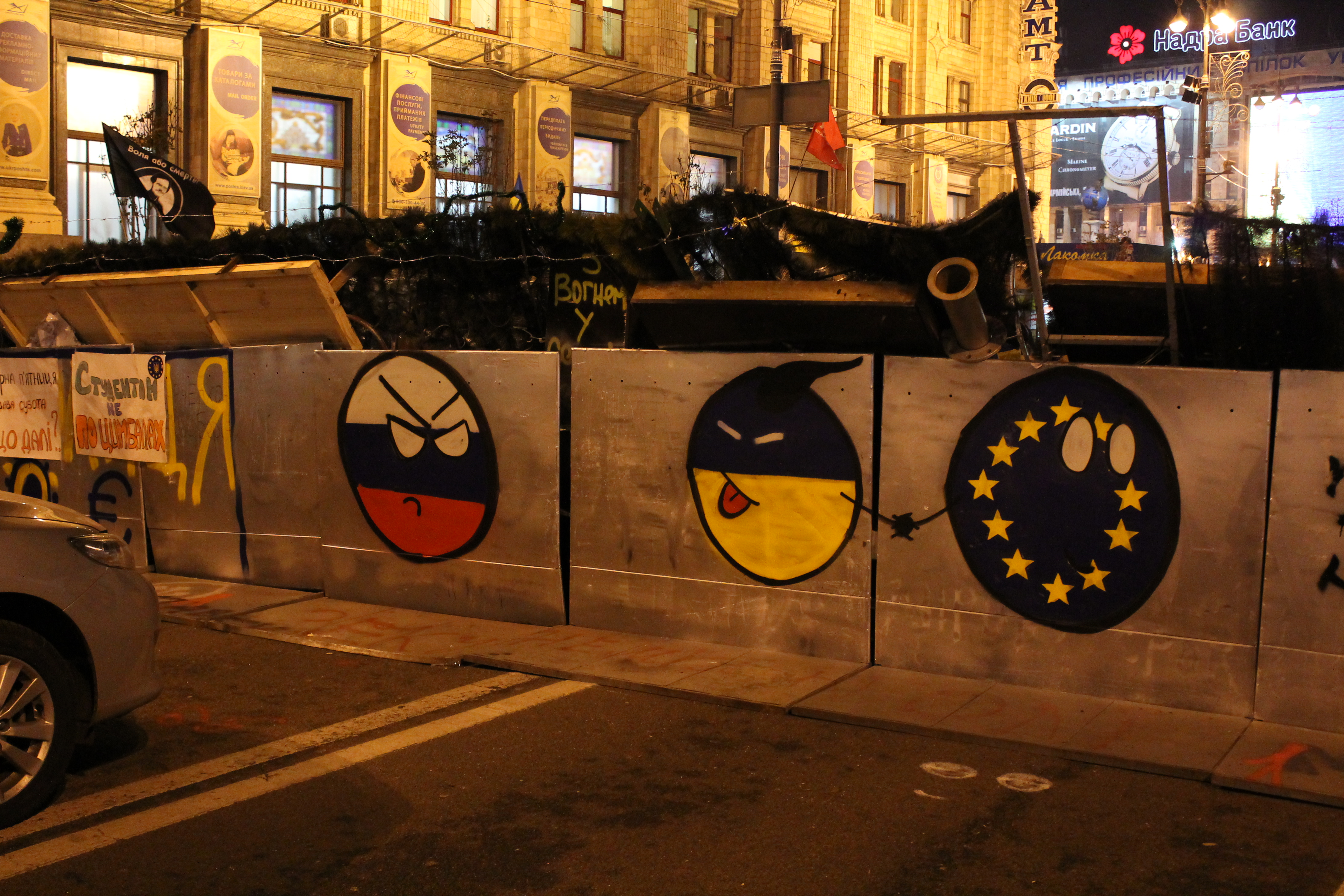
欧州連合・ウクライナ連合協定に言及しているポーランドボールのグラフィティアート

英語圏以外のボールのセリフは誤った英語やインターネットスラングで話されることが多い。また、一部のボールには描き方が決められており、例としてイギリスは紅茶を飲みながらモノクルとシルクハットを着用しており、アメリカはサングラスを掛けた自己中心的なボールとして描かれている。ネパールとオハイオ州は旗の形に因んで、ギザギザの歯を持つ怪物と描かれている。また、国旗が存在しない場合はビリヤードボールとして描かれている。

よく登場するキャラクターの一つにドイツ帝国の国旗に無表情な白い点が描かれた長方形のライヒタングルがある。他の国々（特にポーランド）の後ろに立ち、「グーテンターク」と言い、食べると脅して、他の国々を怖がらせることが多い。公式では架空の「第4帝国」だが、漫画によってはドイツ軍の模様になっていたり、ドイツ帝国主義を抱えている。

## 人気
ポーランドボールはミームとして人気を博し、RedditやFacebookを始めとするプラットフォームにコミュニティを獲得した。ポーランドボールが人気な理由として、様々な文化をシンプルかつユーモラスに解説でき、漫画でも解説出来ることが挙げられている。また、歴史改変SFも一般的とされている。
2015年7月時点でFacebookコミュニティには215,000人以上のメンバーがいるが、メインコミュニティは鉤十字といったヘイトシンボルを頻繁に使用しているため、複数回禁止されている。r/polandballの登録者数は2024年までに65万人以上となった。また、ファンダムのPolandball wikiは、削除されるまでに480,159回の編集があった。
ポーランドボールは表現方法がシンプルである事から、国際的な出来事へのコメントも簡単に出来るミームとなっている。ポーランドボールで取り上げられた後にメディアで取り上げられた例は尖閣諸島問題、2013年ローマ教皇選挙、尊厳の革命、ロシアによるクリミアの併合、台湾のフィリピン労働者に関する問題などがある。

## 評価

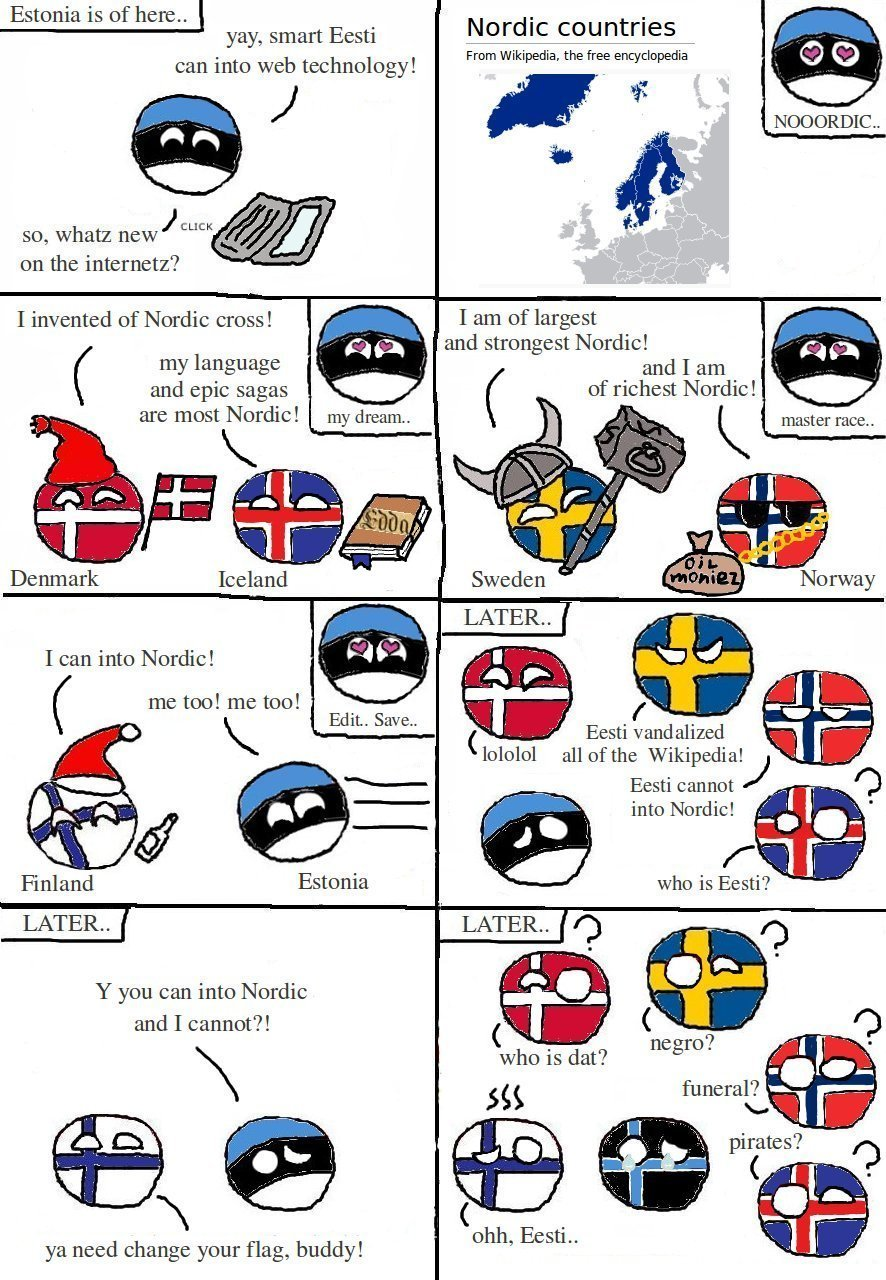
エストニアと北欧諸国を風刺した漫画

Wojciech Oleksiakは、「culture.pl」（ポーランドの言語や文化を伝えるアダム・ミツキェヴィチ・インスティテュート内のプロジェクト）で、ポーランドボールを用いた漫画によって人種や宗教、歴史などに関する自分の主張を簡単に表現することできると指摘しているほか、ポーランドボールのことを「素晴らしいネットミーム」と評しているが、ポーランドボールを用いた漫画に対して「人種差別的、虐待的」などと否定的に評している。その一方で、政治的に正しくない性質がこのミームの魅力を上げている要因ではないかと指摘している。
また、ポーランドボールを用いた漫画での「ポーランド人は英語が堪能ではない」「ポーランド自体が頭の固いカトリック教徒だらけの国」といったポーランド人に対する誇張した表現（ステレオタイプ）が頻繁に使用されていることも指摘しているが、ポーランド人が「ポーランドの輝かしい歴史」を語ることや「殉教にこだわる」といった一部の表現は事実と認めている。一方で、「ポーランド人は多くの国家コンプレックスを抱え、失敗の原因をその他の国家のせいにする」といった固定概念に対しては事実ではあるが、ある程度は正当化されていると述べている。さらに、ポーランドボールからポーランド人は「長年の恨みをユーモアで学べる」と述べている。

## 大衆文化としての「ポーランドボール」
Microsoft Windows用Steamにて2021年6月に『Countryballs: Modern Ballfare』、2021年11月に『CountryBalls Heroes』がリリースされた。このうち、『CountryBalls Heroes』はゲーム開発世界選手権2021（GDWC）の第38回ファンのお気に入り部門で優勝した。